# Camino Real de Tierra Adentro
Il Camino Real de Tierra Adentro (detto anche Camino de la Plata o Camino a Santa Fé) è uno storico percorso stradale lungo 2.560 km tra Città del Messico e San Juan Pueblo (oggi Ohkay Owingeh, nel Nuovo Messico, Stati Uniti), usato come direttrice commerciale tra il 1598 e il 1882. La parte statunitense del percorso è tutelata come percorso storico, mentre il tracciato in territorio messicano è stato iscritto nella lista dei Patrimoni dell'umanità dell'UNESCO nel 2010, tra cui città storiche, paesi, ponti, haciendas e altri monumenti lungo il percorso di 1.400 chilometri tra il centro storico di Città del Messico (anch'esso un sito del patrimonio mondiale a sé stante) e la città di Valle de Allende, Chihuahua. Questa strada veniva utilizzata per il trasporto dell'argento estratto dalle miniere di Zacatecas, Guanajuato e San Luis Potosí, e del mercurio importato dall'Europa. Nel Vicereame permise lo sviluppo di diverse popolazioni da presidi e locande che fungevano da punti di appoggio per l'intera strada, dove venivano riforniti i viaggiatori che vi si recavano commossi dalla scoperta di minerali e successivamente dal commercio. Inoltre, i processi che si sono svolti nell'arco di tre secoli hanno lasciato in eredità un patrimonio culturale di grande valore che comprende archivi, opere d'arte religiosa e civile, manifestazioni musicali e festività, cultura gastronomica e tradizioni orali.
La sezione di 650 km. del percorso all'interno degli Stati Uniti è stata proclamata El Camino Real de Tierra Adentro National Historic Trail, parte del sistema National Historic Trail, il 13 ottobre 2000. Il percorso storico è supervisionato sia dal National Park Service che dal Bureau of Land Management degli Stati Uniti con l'aiuto della El Camino Real de Tierra Adentro Trail Association (CARTA). Una parte del sentiero vicino a San Acacia, nel New Mexico, è stata inserita nel Registro Nazionale dei Luoghi Storici degli Stati Uniti nel 2014.

## Storia

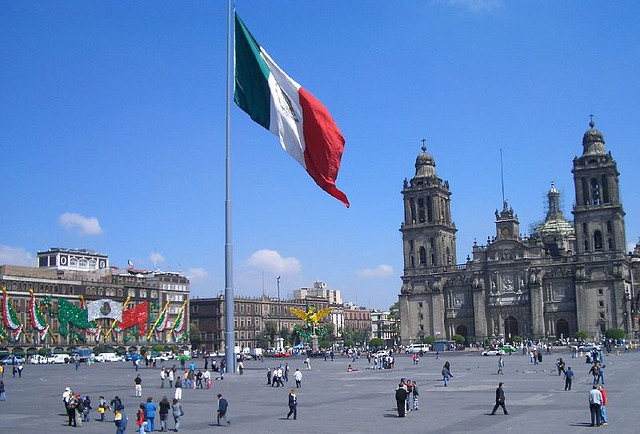
Mexico City.

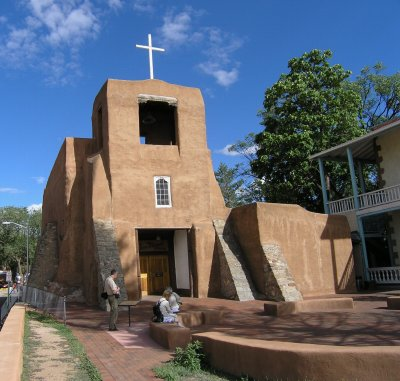
La Missione spagnola di San Miguel a Santa Fe, New Mexico: è la chiesa più vecchia negli Stati Uniti.

### Periodo precolombiano
Molto prima dell'arrivo degli europei, le varie tribù e regni indigeni che erano sorti in tutta la steppa centro-settentrionale del Messico avevano stabilito il percorso che in seguito sarebbe diventato il Camino Real de Tierra Adentro come un'importante arteria per la caccia e il commercio. Il percorso collegava i popoli della Valle del Messico con quelli del nord attraverso lo scambio di prodotti come il turchese, l'ossidiana, il sale e le piume. Nell'anno 1000 d.C., esisteva una fiorente rete commerciale dalla Mesoamerica alle Montagne Rocciose.

### Incursione europea
Dopo che Tenochtitlan fu sottomessa nel 1521, i conquistadores e i coloni spagnoli iniziarono una serie di spedizioni con lo scopo di espandere i loro domini e ottenere maggiore ricchezza per la Corona spagnola. I loro sforzi iniziali li portarono a seguire i sentieri stabiliti dagli indigeni che scambiavano merci tra il nord e il sud.
Nell'aprile del 1598, un gruppo di esploratori militari guidati da Juan de Oñate, il governatore coloniale appena nominato della provincia di Santa Fe de Nuevo México, si perse nel deserto a sud di Paso del Norte mentre cercava la strada migliore per il Río del Norte. Un indiano locale che avevano catturato, di nome Mompil, disegnò sulla sabbia una mappa dell'unico passaggio sicuro per il fiume. Il gruppo arrivò al Río del Norte, appena a sud delle attuali El Paso e Ciudad Juárez, alla fine di aprile, dove celebrarono la festa cattolica dell'Ascensione il 30 aprile, prima di attraversare il fiume. Mapparono ed estesero il percorso fino a quella che oggi è Española, dove Oñate avrebbe stabilito la capitale della nuova provincia. Questo sentiero divenne il Camino Real de Tierra Adentro, la più settentrionale delle quattro principali "strade reali" – le Caminos Reales – che collegavano Città del Messico ai suoi principali affluenti di Acapulco, Veracruz, Audiencia (Guatemala) e Santa Fe.
Dopo la rivolta dei Pueblo del 1680, che costrinse violentemente gli spagnoli a lasciare il Nuevo México, la Corona spagnola decise di non abbandonare del tutto la provincia, ma di mantenere un canale in modo da non abbandonare completamente i sudditi che vi rimasero. Il Vicereame organizzò un sistema, la cosiddetta conducta, per rifornire le missioni, i presidi e i ranchos del nord. La conducta consisteva in carovane di carri che partivano ogni tre anni da Città del Messico a Santa Fe lungo il Camino Real de Tierra Adentro. Il viaggio richiedeva un viaggio lungo e difficile di sei mesi, di cui 2-3 settimane di riposo lungo il percorso.
Molte erano le incertezze che la conducta e gli altri viaggiatori dovevano affrontare. Le inondazioni del fiume costringevano ad aspettare settimane sulle rive fino a quando la carovana non riusciva ad attraversare. In altri momenti, la siccità prolungata nella zona rendeva l'acqua scarsa e difficile da trovare. La parte più temuta del viaggio fu l'attraversamento della Jornada del Muerto oltre El Paso del Norte: quasi 100 chilometri di deserto arido e senza fonti d'acqua per idratare gli uomini e le bestie.
Al di là delle necessità di sostentamento, il pericolo maggiore per la carovana era quello degli assalti locali. Gruppi di banditi vagavano per tutto il territorio e minacciavano la carovana dall'attuale stato del Messico allo stato di Querétaro, alla ricerca di oggetti di valore. E dalla parte meridionale di Zacatecas verso nord, la minaccia più grande era costituita dai nativi Chichimecas, che continuavano ad attaccare man mano che la carovana avanzava verso nord. L'obiettivo principale dei Chichimecas erano i cavalli, ma spesso erano anche donne e bambini. Una serie di presidi lungo il percorso permetteva a staffette di truppe di fornire ulteriore protezione alle carovane. Di notte, nelle zone più pericolose, le carovane formavano un cerchio con i loro carri con le persone e gli animali all'interno.

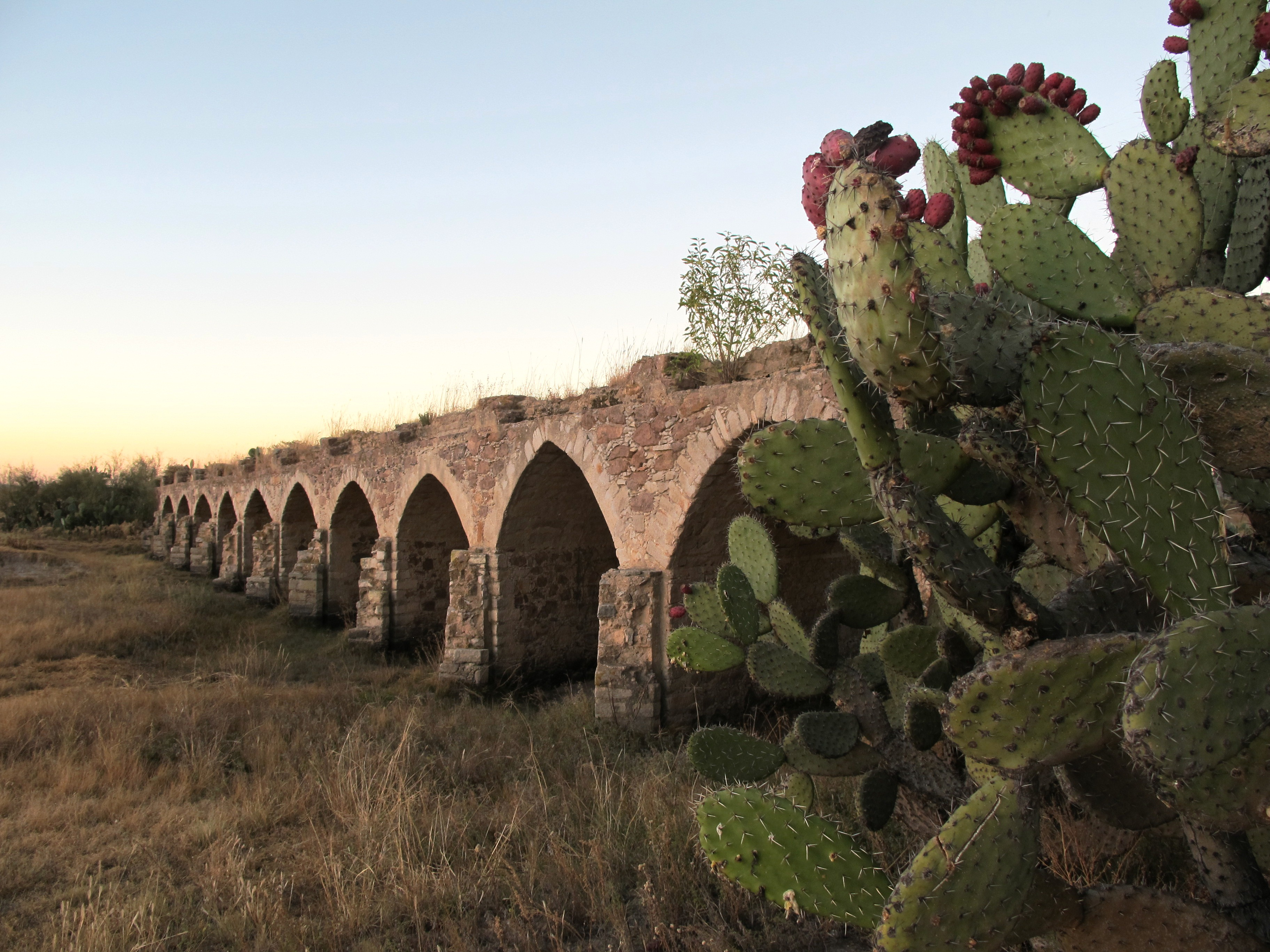
Ponte di Ojuelos nello stato di Jalisco, parte del Camino Real de Tierra Adentro, dichiarato Patrimonio dell'Umanità dall'UNESCO insieme ad altri 59 siti lungo il percorso

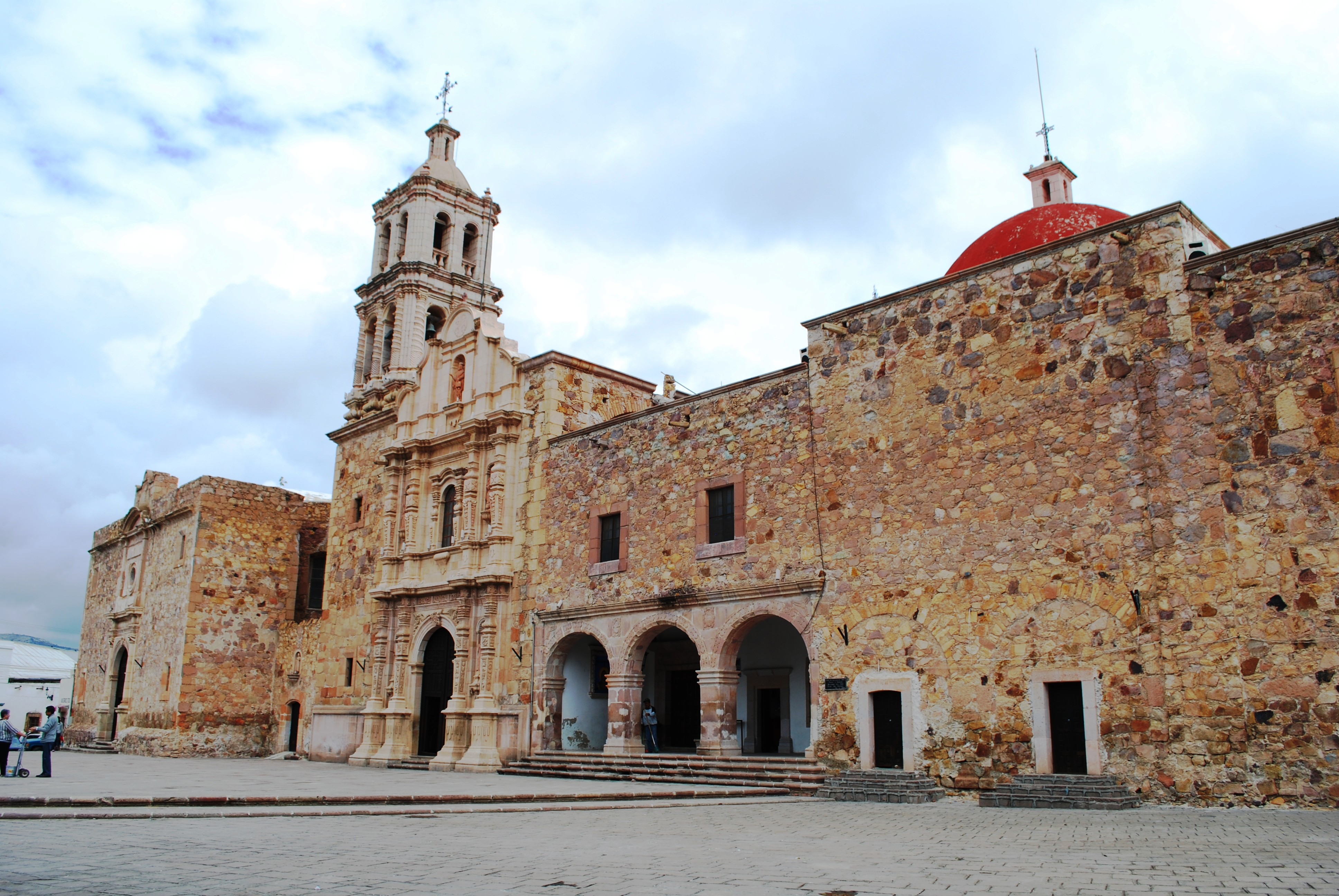
Plaza de San Francisco, dove si trovano il Templo de la Tercera Orden e il Templo y Convento de San Francisco, la cui costruzione iniziò nel 1567, nella città di Sombrerete, Zacatecas. L'influenza spagnola mescolata con elementi locali è visibile, come la gestione della cava rosa o gli elementi tlaxcaltechi all'ingresso del tempio.

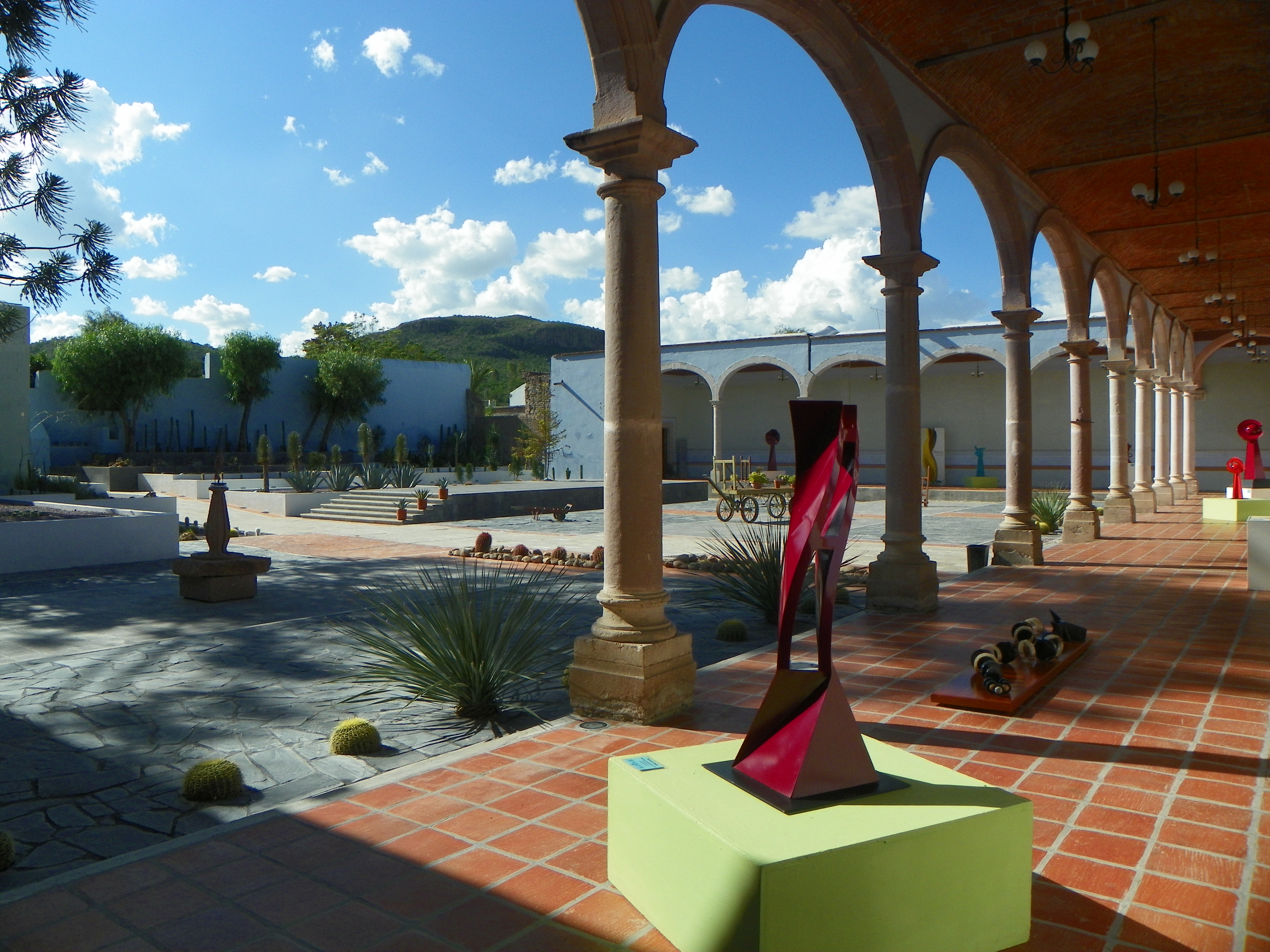
L'Hacienda de San Blas, nella città di Pabellón de Hidalgo, è una hacienda del XVI secolo, ora conservata come Museo dell'Insurrezione. È un buon esempio delle haciendas agricole che alimentavano il Camino Real de Tierra Adentro.

Il Camino Real è stato utilizzato attivamente come via commerciale per più di 300 anni, dalla metà del XVI secolo al XIX secolo, principalmente per il trasporto dell'argento estratto dalle miniere del nord. Durante questo periodo, la strada è stata continuamente migliorata e nel tempo i rischi sono diminuiti man mano che emergevano haciendas e centri abitati.

### XVIII secolo
Durante il XVIII secolo, i siti lungo il Camino Real de Tierra Adentro aumentarono in modo significativo. L'area tra le ville di Durango e Santa Fe divenne nota come il sentiero del Chihuahua. La villa di San Felipe el Real (oggi città di Chihuahua), fondata nel 1709 per sostenere le miniere circostanti, divenne il centro commerciale e finanziario più importante di questo segmento.
La villa di San Felipe Neri de Alburquerque (l'odierna Albuquerque, Nuovo Messico) fu fondata nel 1706 e divenne anche un importante terminal. A causa della sua posizione difensiva sul Camino Real, la Villa de Alburquerque divenne il centro degli scambi commerciali tra il Nuevo México e il resto della Nuova Spagna durante il XVIII secolo, commerciando bestiame, lana, tessuti, pelli di animali, sale e noci. Questo scambio avvenne principalmente con le città minerarie di Chihuahua, Santa Bárbara e Parral.
El Paso del Norte (l'odierna Ciudad Juárez) divenne un altro importante terminal sulla rotta. Nel 1765, la popolazione di El Paso del Norte era stimata in 2.635 abitanti, il che creò quello che allora era il più grande centro urbano al confine settentrionale della Nuova Spagna. El Paso del Norte divenne un importante centro di agricoltura, noto per i suoi vini, brandy, aceto e uva passa.
Nel XVIII secolo, la Corona spagnola autorizzò l'istituzione di fiere lungo il Camino Real per promuovere il commercio (anche se una qualche forma di queste esisteva già da tempo). Alcune delle fiere più importanti lungo il Camino Real includevano la Fiera di San Juan de los Lagos a Jalisco, la Fiera di Saltillo e la Fiera di Chihuahua, che era di grande importanza per i mercanti del Nuevo México. La Fiera di Taos era anche un importante evento annuale in cui i Comanche e gli Ute scambiavano armi, munizioni, cavalli, prodotti agricoli, pellicce e carni con gli spagnoli. Allo stesso tempo, la Spagna mantenne il monopolio dei prodotti delle sue province settentrionali, quindi non ci fu alcun commercio con la colonia francese della Louisiana.
Per la seconda metà del XVIII secolo, la frontiera settentrionale della Nuova Spagna rappresentò un interesse fondamentale per l'Impero spagnolo e la sua politica riformista, con l'obiettivo di garantire la sovranità spagnola sulle sue province settentrionali, molto ambite geopoliticamente dalle altre potenze europee, in particolare inglesi e francesi. La Corona spagnola lavorò per incorporare i nativi nel benessere sociale ed economico delle sue province e dare loro motivi per partecipare alla difesa del confine spagnolo.
Così, il capitano Nicolás de Lafora (assegnato dall'allora marchese de Rubí) fornisce una descrizione della frontiera della Nuova Spagna nel suo "Viaje a los presidios internos de la América septentrional", frutto di una spedizione che ebbe luogo tra il 1766 e il 1768. Questa spedizione faceva parte di una più ampia commissione sulle questioni difensive e sulle capacità militari affidata dalla Corona spagnola al marchese di Rubí, per valutare la disposizione tattica dei Presidi, ispezionare la prontezza delle truppe, rivedere i regolamenti militari e proporre cosa si potesse fare per rafforzare il governo e la difesa dello Stato. Dalla sua revisione, il marchese propose una linea di Presidi lungo la frontiera settentrionale della Nuova Spagna, da stabilire dal Golfo del Messico al Golfo di California per proteggersi dagli Ute, dagli Apache, dai Comanche e dai Navajos. Don José de Gálvez, commissario speciale per Carlo III in Nuova Spagna, promosse unaComandancia General de las Provincias Internas ("Comandante Generale delle Province Interne") per le province settentrionali della Nuova Spagna. Tuttavia, riconobbe anche che una lunga guerra con i nativi sarebbe stata impossibile da vincere o sostenere a causa della mancanza di risorse militari nell'area. Con questa prospettiva, egli stesso promosse l'instaurazione di una forte pace nelle province e una maggiore presenza commerciale nel 1779.
Nel 1786, il nipote di José de Gálvez, Bernardo de Gálvez, viceré della Nuova Spagna, pubblicò le sue Istruzioni che includevano tre strategie per trattare con i nativi: continuare la pressione militare sulle tribù ostili e non allineate; perseguire la formazione di alleanze con tribù amiche; promuovere la dipendenza economica con quei nativi che avevano stipulato trattati di pace con la Corona spagnola.
Nell'ultimo decennio del XVIII secolo, una tenue pace fu raggiunta tra gli spagnoli e le tribù Apache a seguito dei cambiamenti amministrativi e strategici. Di conseguenza, il commercio lungo il Camino Real si espanse notevolmente con prodotti provenienti da tutto il mondo, compresi quelli portati via terra dalle altre province della Nuova Spagna. Prodotti europei arrivarono grazie alla flotta spagnola e anche quelli che giungevano ogni anno ad Acapulco con i galeoni partiti da Manila. 

### XIX secolo
Il XIX secolo portò molti cambiamenti sia per il Messico che per il suo confine settentrionale. Dalle guerre napoleoniche all'inizio della guerra d'indipendenza messicana, il governo coloniale era instabile e lottava per continuare a inviare risorse alle province settentrionali. Questa difficoltà portò alla creazione di fornitori alternativi e di rotte di approvvigionamento in quelle province. Nel 1807, il mercante e agente militare americano Zebulon Pike fu inviato ad esplorare i confini sud-occidentali tra gli Stati Uniti e la Nuova Spagna con l'intenzione di trovare una pista per portare il commercio statunitense nel Nuevo México e nel Nueva Vizcaya (Chihuahua). Pike fu catturato il 26 febbraio 1807 dalle autorità spagnole nel nord del Nuevo México, che lo inviarono sul Camino Real alla città di Chihuahua per essere interrogato. Mentre Pike si trovava in quella città, ottenne l'accesso a diverse mappe del Messico e apprese del malcontento nei confronti della dominazione spagnola.
Nel 1821, dopo 11 anni di lotte, il Messico ottenne l'indipendenza dalla Spagna. Il Camino Real mantenne un ruolo importante in questo periodo, poiché i viaggiatori portavano anche notizie su quel che si stava svolgendo nel centro del paese e nelle città e villaggi delle province interne. Durante la guerra d'indipendenza messicana, il Camino Real fu utilizzato da entrambe le forze, dai ribelli e dalle forze reali. Ad esempio, dopo che il liberatore Miguel Hidalgo y Costilla lanciò la guerra d'indipendenza, utilizzò la strada per ritirarsi dalla battaglia del ponte di Calderón combattuta sulle rive del fiume Calderón a 60 km a est di Guadalajara nell'odierna Zapotlanejo, Jalisco, verso nord, arrivando infine ai pozzi di Baján a Coahuila dove fu catturato e giustiziato dalle forze reali.

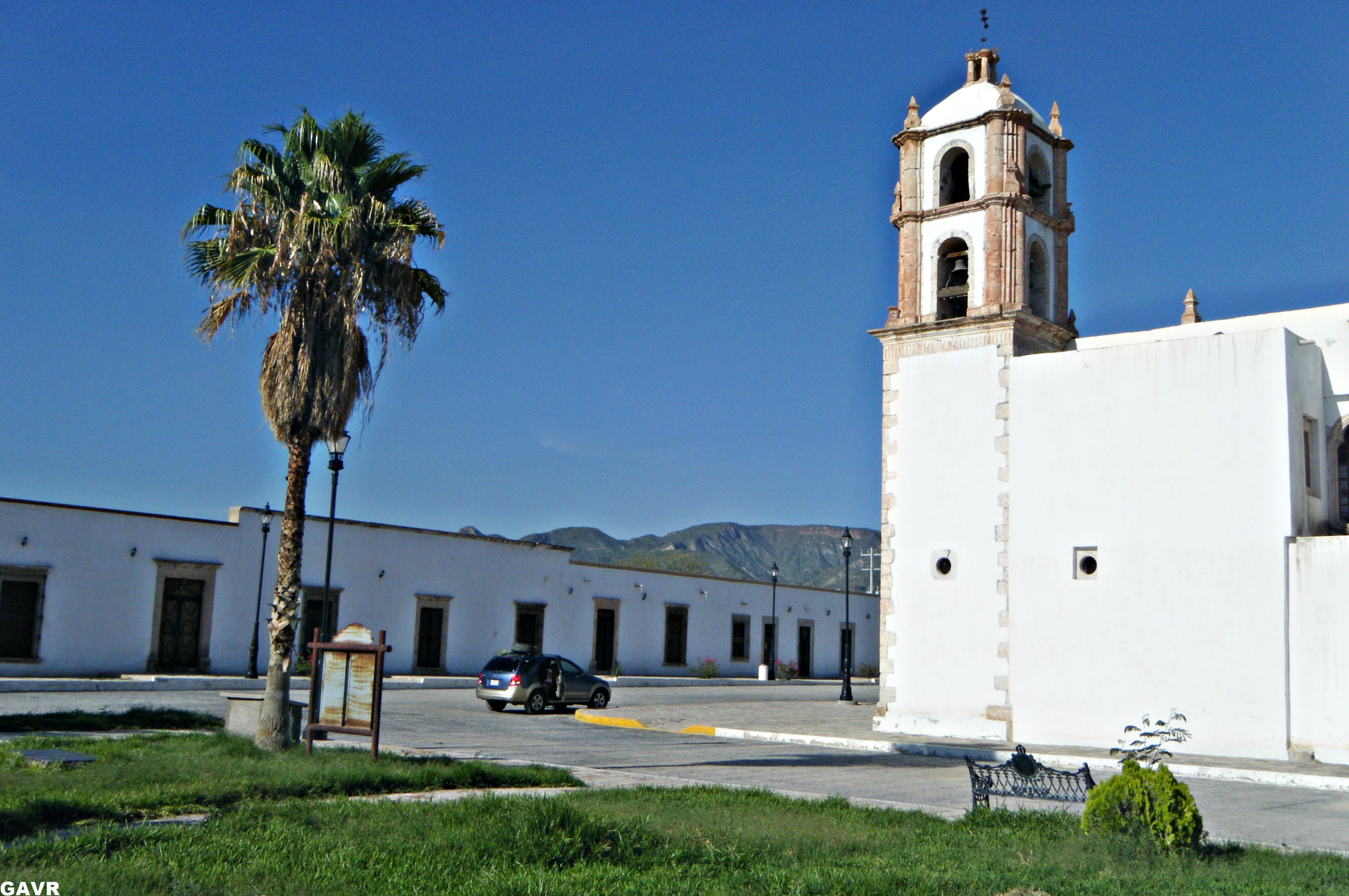
Templo de Nuestra Señora del Refugio situato nella Hacienda La Pedriceña, nell'attuale comunità di Los Cuatillos, nel comune di Cuencamé, Durango. In questa hacienda si possono trovare dipinti barocchi e diversi palazzi che servivano per gestire la proprietà. La cappella della hacienda fu costruita nel XVIII secolo. Il "Grido di Dolores" che si celebra ogni anno in Messico il 15 settembre per ricordare la chiamata all'Indipendenza data da Miguel Hidalgo, è stato organizzato da questa hacienda dal presidente Benito Juárez nel 1864.

Tra il 1821 e il 1822, dopo la fine della guerra per l'indipendenza del Messico, fu istituito il Santa Fe Trail per collegare il territorio statunitense del Missouri con Santa Fe. In un primo momento, i mercanti statunitensi furono arrestati e imprigionati per aver portato il contrabbando in territorio messicano; tuttavia, la crescente crisi economica nel nord del Messico ha dato origine a una maggiore tolleranza nei confronti di questo tipo di commercio. In effetti, il Santa Fe Trail (Sendero de Santa Fe) forniva i mercati necessari per i prodotti locali (come il cotone) e i prodotti manifatturieri del Nuovo Messico, quindi i nuovi messicani guardavano favorevolmente a questa nuova rotta commerciale. Nel 1827, era stata forgiata una connessione redditizia e commerciale tra Missouri, Nuovo Messico e Chihuahua.
Nel 1846, la disputa sul confine tra Texas e Messico con gli Stati Uniti diede origine alla successiva invasione da parte delle forze militari statunitensi e iniziò la guerra messicano-americana. Una di queste forze era comandata dal generale Stephen Kearny, che viaggiò lungo il Santa Fe Trail per conquistare la capitale del Nuovo Messico. Un'altra delle forze comandate dal colonnello Alexander William Doniphan sconfisse un piccolo gruppo di contingenti messicani sul Camino Real nell'area di Los Brazitos a sud di quella che oggi è Las Cruces, nel Nuovo Messico. Le forze di Doniphan presero poi El Paso del Norte e, in seguito, la città di Chihuahua. Tra il 1846 e il 1847, il Camino Real de Tierra Adentro divenne un percorso di uso continuo, con le forze americane che lo utilizzarono per viaggiare all'interno del Messico. Durante il loro viaggio, molti americani tenevano un diario e scrivevano a casa ciò che vedevano. Uno dei soldati fornì una stima della popolazione di diverse città lungo il Cammino, tra cui: Algodones, New Mexico, con 1.000 abitanti; Bernalillo con 500; Sandía Pueblo con 300-400 abitanti; Rancho de los Placeres con 200 o 300; Tomé con 2 000; Socorro, descritta come una "città considerevole"; El Paso del Norte con 5 000-6 000 abitanti, e Carrizal, Chihuahua, con 400 abitanti. I soldati prendevano anche nota dei prodotti, dei prezzi e degli animali che trovavano durante i loro viaggi.
Con il Trattato di Guadalupe Hidalgo firmato nel febbraio 1848, la guerra terminò ufficialmente, con il Messico che cedette la maggior parte dei suoi territori settentrionali agli Stati Uniti, comprese parti di quelli che oggi sono gli stati americani del Nuovo Messico, Colorado, Arizona, tutta la California, Nevada e Utah.

## I luoghi del sito seriale UNESCO
| Numero   | Suddivisione       | Comune                                | Sito                                                                                              | Area (ha)                                     | Coordinate             | Immagine |
| -------- | ------------------ | ------------------------------------- | ------------------------------------------------------------------------------------------------- | --------------------------------------------- | ---------------------- | -------- |
| 1351-00  | Distretto federale | Città del Messico                     | Centro storico di Città del Messico                                                               | bene: 910 zona cuscinetto: 0                  | 19°25′06″N 99°07′58″E  |          |
| 1351-001 | Messico            | Tepotzotlán                           | Antico collegio di San Francisco Javier                                                           | bene: 6,59 zona cuscinetto: 40,59             | 19°42′48″N 99°13′16″W  |          |
| 1351-002 | Messico            | Aculco                                | Città di Aculco                                                                                   | Bene: 13.99 ha Zona cuscinetto: 42.03 ha      | 20°05′37″N 99°50′06″W  |          |
| 1351-003 | Messico            | Atongo                                | Ponte di Atongo                                                                                   | Bene: 0.19 ha Zona cuscinetto: 63.22 ha       | 19°59′12″N 99°26′40″W  |          |
| 1351-004 | Messico            |                                       | Tratto del Camino Real tra Aculco e San Juan del Río                                              | Bene: 0 ha Zona cuscinetto: 7.58 ha           | 19°59′12″N 99°26′40″W  |          |
| 1351-005 | Hidalgo            | Tepeji del Río                        | Ex convento di San Francisco in Tepeji del Río e ponte                                            | Bene: 3.93 ha Zona cuscinetto: 107.52 ha      | 19°53′42″N 99°20′35″W  |          |
| 1351-006 | Hidalgo            | Santiago Tlautla                      | Tratto del Camino Real tra il ponte di La Colmena e l'antica Hacienda di La Cañada                | Bene: 6.31 ha Zona cuscinetto: 425.1 ha       | 19°57′57″N 99°22′41″W  |          |
| 1351-007 | Querétaro          | San Juan del Río                      | Centro storico della città di San Juan del Río                                                    | Bene: 30.16 ha Zona cuscinetto: 137.31 ha     | 20°23′23″N 99°59′49″W  |          |
| 1351-008 | Querétaro          |                                       | Antica Hacienda di Chichimequillas                                                                | Bene: 7.56 ha Zona cuscinetto: 165.03 ha      | 20°45′31″N 100°20′32″W |          |
| 1351-009 | Querétaro          |                                       | Cappella dell'Antica Hacienda di Buenavista                                                       | Bene: 0.05 ha Zona cuscinetto: 6.24 ha        | 20°49′12″N 100°28′08″W |          |
| 1351-010 | Querétaro          | Querétaro                             | Centro storico della città di Querétaro (World Heritage, 1996)                                    | Bene: 400 ha Zona cuscinetto: 0 ha            | 20°35′00″N 100°22′00″W |          |
| 1351-011 | Guanajuato         |                                       | Ponte di El Fraile                                                                                | Bene: 0.25 ha Zona cuscinetto: 113.32 ha      | 20°50′33″N 100°47′55″W |          |
| 1351-012 | Guanajuato         |                                       | Ex ospedale Reale di San Juan de Dios di San Miguel de Allende                                    | Bene: 0.93 ha Zona cuscinetto: 0 ha           | 20°54′57″N 100°44′55″W |          |
| 1351-013 | Guanajuato         |                                       | Ponte di San Rafael                                                                               | Bene: 0.58 ha Zona cuscinetto: 180.03 ha      | 20°56′28″N 100°47′37″W |          |
| 1351-014 | Guanajuato         |                                       | Ponte La Quemada                                                                                  | Bene: 1.49 ha Zona cuscinetto: 150.55 ha      | 21°19′40″N 101°05′47″W |          |
| 1351-015 | Guanajuato         |                                       | Città protettiva di San Miguel e Santuario di Jesús Nazareno de Atotonilco (World Heritage, 2008) | Bene: 0 ha Zona cuscinetto: 0 ha              | 20°54′20″N 100°44′47″W |          |
| 1351-016 | Guanajuato         | Guanajuato                            | Città storica di Guanajuato e miniere adiacenti (World Heritage, 1988)                            | Bene: 190 ha Zona cuscinetto: 0 ha            | 21°01′01″N 101°15′20″W |          |
| 1351-017 | Jalisco            | Lagos de Moreno                       | Centro storico della città di Lagos de Moreno con il ponte                                        | Bene: 29.08 ha Zona cuscinetto: 92.25 ha      | 21°21′23″N 102°08′43″W |          |
| 1351-018 | Jalisco            | Ojuelos                               | Complesso storico della città di Ojuelos                                                          | Bene: 0.82 ha Zona cuscinetto: 42.62 ha       | 21°50′20″N 101°47′08″W |          |
| 1351-019 | Jalisco            | Ojuelos                               | Ponte di Ojuelos                                                                                  | Bene: 1.29 ha Zona cuscinetto: 200.27 ha      | 21°48′19″N 101°45′31″W |          |
| 1351-020 | Jalisco            |                                       | Antica Hacienda di Ciénega de Mata                                                                | Bene: 2.49 ha Zona cuscinetto: 35.11 ha       | 21°44′23″N 102°01′35″W |          |
| 1351-021 | Jalisco            | Encarnación de Díaz                   | Cimitero di Encarnación de Díaz                                                                   | Bene: 1.64 ha Zona cuscinetto: 16.88 ha       | 21°35′55″N 102°14′14″W |          |
| 1351-022 | Aguascalientes     |                                       | Antica Hacienda di Peñuelas                                                                       | Bene: 8.65 ha Zona cuscinetto: 369.25 ha      | 21°42′39″N 102°16′56″W |          |
| 1351-023 | Aguascalientes     |                                       | Antica Hacienda di Cieneguilla                                                                    | Bene: 3 ha Zona cuscinetto: 516.46 ha         | 21°43′00″N 102°26′51″W |          |
| 1351-024 | Aguascalientes     | Aguascalientes                        | Complesso storico della città di Aguascalientes                                                   | Bene: 6.45 ha Zona cuscinetto: 79.23 ha       | 21°52′50″N 102°17′48″W |          |
| 1351-025 | Aguascalientes     |                                       | Antica Hacienda di Pabellón de Hidalgo                                                            | Bene: 10.72 ha Zona cuscinetto: 180.4 ha      | 22°10′29″N 102°20′29″W |          |
| 1351-026 | Zacatecas          |                                       | Cappella di San Nicolás Tolentino della ex Hacienda di San Nicolás de Quijas                      | Bene: 0.11 ha Zona cuscinetto: 9.65 ha        | 22°09′11″N 101°50′46″W |          |
| 1351-027 | Zacatecas          | Pinos                                 | Città di Pinos                                                                                    | Bene: 3.35 ha Zona cuscinetto: 14.18 ha       | 22°17′53″N 101°42′37″W |          |
| 1351-028 | Zacatecas          | Noria de Ángeles                      | Chiesa di Nuestra Señora de los Ángeles nella città di Noria de Ángeles                           | Bene: 0.15 ha Zona cuscinetto: 2.71 ha        | 22°26′34″N 102°02′47″W |          |
| 1351-029 | Zacatecas          | Villa González Ortega                 | Chiesa di Nuestra Señora de los Dolores a Villa González Ortega                                   | Bene: 0.15 ha Zona cuscinetto: 5.16 ha        | 22°30′44″N 102°02′47″W |          |
| 1351-030 | Zacatecas          | Guadalupe                             | Ex collegio di Nuestra Señora de Guadalupe di Propaganda Fide                                     | Bene: 2.75 ha Zona cuscinetto: 17.53 ha       | 22°44′46″N 102°31′06″W |          |
| 1351-031 | Zacatecas          | Sombrerete                            | Complesso storico della città di Sombrerete                                                       | Bene: 3.79 ha Zona cuscinetto: 39.14 ha       | 23°37′54″N 103°38′23″W |          |
| 1351-032 | Zacatecas          | Noria de San Pantaleón                | Chiesa di San Pantaleón Mártir nella città di Noria de San Pantaleón                              | Bene: 0.21 ha Zona cuscinetto: 19.76 ha       | 23°31′15″N 103°46′20″W |          |
| 1351-033 | Zacatecas          |                                       | Sierra de Órganos                                                                                 | Bene: 1,124.65 ha Zona cuscinetto: 4,770.6 ha | 22°36′29″N 102°22′45″W |          |
| 1351-034 | Zacatecas          | Chalchihuites                         | Complesso architettonico della città di Chalchihuites                                             | Bene: 1.83 ha Zona cuscinetto: 16.04 ha       | 23°47′25″N 103°47′26″W |          |
| 1351-035 | Zacatecas          |                                       | Tratto del Camino Real tra Ojocaliente e Zacatecas                                                | Bene: 6.76 ha Zona cuscinetto: 1,941.02 ha    | 23°28′33″N 103°57′11″W |          |
| 1351-036 | Zacatecas          |                                       | Grotta di Ávalos                                                                                  | Bene: 3.28 ha Zona cuscinetto: 98.18 ha       | 22°36′29″N 102°22′45″W |          |
| 1351-037 | Zacatecas          |                                       | Centro storico della città di Zacatecas (World Heritage, 1993)                                    | Bene: 110 ha Zona cuscinetto: 0 ha            | 22°46′00″N 102°33′20″W |          |
| 1351-038 | Zacatecas          | nei pressi di Fresnillo               | Santuario di Plateros                                                                             | Bene: 0.2 ha Zona cuscinetto: 2.45 ha         | 23°13′44″N 102°50′26″W |          |
| 1351-039 | San Luis Potosí    | San Luis Potosí                       | Centro storico della città di San Luis Potosí (in fase di valutazione)                            | Bene: 70.34 ha Zona cuscinetto: 133.49 ha     | 22°09′04″N 100°50′34″W |          |
| 1351-040 | Durango            | Nombre de Dios - località Amado Nervo | Cappella di San Antonio dell'antica Hacienda of Juana Guerra                                      | Bene: 0.63 ha Zona cuscinetto: 32.69 ha       | 23°50′30″N 104°11′14″W |          |
| 1351-041 | Durango            | Nombre de Dios                        | Chiese nella città di Nombre de Dios                                                              | Bene: 5.94 ha Zona cuscinetto: 109.96 ha      | 23°50′58″N 104°14′41″W |          |
| 1351-042 | Durango            |                                       | Ex Hacienda di San Diego de Navacoyán and Puente del Diablo                                       | Bene: 0.98 ha Zona cuscinetto: 352.32 ha      | 24°02′37″N 104°32′57″W |          |
| 1351-043 | Durango            | Durango                               | Centro storico della città di Durango                                                             | Bene: 48.03 ha Zona cuscinetto: 394.81 ha     | 24°01′29″N 104°40′13″W |          |
| 1351-044 | Durango            |                                       | Chiese nelle città di Cuencamé e di Cristo de Mapimí                                              | Bene: 2.63 ha Zona cuscinetto: 43.51 ha       | 24°52′12″N 103°41′53″W |          |
| 1351-045 | Durango            |                                       | Cappella del Refugio della ex Hacienda di Cuatillos                                               | Bene: 0.3 ha Zona cuscinetto: 56.82 ha        | 25°05′50″N 103°46′27″W |          |
| 1351-046 | Durango            | San José de Avino                     | Chiese nella città di San José de Avino                                                           | Bene: 0.19 ha Zona cuscinetto: 5.39 ha        | 24°31′25″N 104°18′04″W |          |
| 1351-047 | Durango            |                                       | Cappella dell'antica Hacienda de La Inmaculada Concepción de Palmitos de Arriba                   | Bene: 0.03 ha Zona cuscinetto: 2.75 ha        | 25°02′13″N 104°28′48″W |          |
| 1351-048 | Durango            |                                       | Cappella dell'antica Hacienda de La Limpia Concepción di Palmitos de Abajo (Huichapa)             | Bene: 0.03 ha Zona cuscinetto: 2.71 ha        | 25°04′35″N 104°29′58″W |          |
| 1351-049 | Durango            |                                       | Ensemble architettonico della città di Nazas                                                      | Bene: 5.06 ha Zona cuscinetto: 181.51 ha      | 25°13′35″N 104°06′52″W |          |
| 1351-050 | Durango            | San Pedro del Gallo                   | Città di San Pedro del Gallo                                                                      | Bene: 4.27 ha Zona cuscinetto: 9.8 ha         | 25°33′57″N 104°17′34″W |          |
| 1351-051 | Durango            | Mapimí                                | Complesso architettonico della città di Mapimí                                                    | Bene: 2.87 ha Zona cuscinetto: 41.01 ha       | 25°50′01″N 103°50′53″W |          |
| 1351-052 | Durango            | Indé                                  | Città di Indé                                                                                     | Bene: 1.85 ha Zona cuscinetto: 9.28 ha        | 25°54′48″N 105°13′23″W |          |
| 1351-053 | Durango            |                                       | Cappella di San Mateo dell'antica Hacienda di La Zarca                                            | Bene: 0.17 ha Zona cuscinetto: 198.34 ha      | 25°50′41″N 104°44′30″W |          |
| 1351-054 | Durango            |                                       | Antica Hacienda della Limpia Concepción di El Canutillo                                           | Bene: 0.83 ha Zona cuscinetto: 34.35 ha       | 26°22′58″N 105°22′08″W |          |
| 1351-055 | Durango            | Villa Ocampo                          | Chiesa di San Miguel della città di Villa Ocampo                                                  | Bene: 0.2 ha Zona cuscinetto: 7.93 ha         | 26°26′24″N 105°30′34″W |          |
| 1351-056 | Durango            |                                       | Tratto del Camino Real tra Nazas e San Pedro del Gallo                                            | Bene: 0 ha Zona cuscinetto: 256,272.88 ha     | 25°22′41″N 104°08′39″W |          |
| 1351-057 | Durango            |                                       | Miniera di Ojuela                                                                                 | Bene: 9.98 ha Zona cuscinetto: 56.85 ha       | 25°47′34″N 103°47′27″W |          |
| 1351-058 | Durango            |                                       | Grotta di Las Mulas de Molino                                                                     | Bene: 0.66 ha Zona cuscinetto: 4.58 ha        | 24°44′28″N 105°00′27″W |          |
| 1351-059 | Chihuahua          | Valle de Allende                      | Città di Valle de Allende                                                                         | Bene: 10.26 ha Zona cuscinetto: 158.65 ha     | 26°56′22″N 105°23′38″W |          |